# Vieux château de Goderville
Le Vieux château de Goderville désigne une maison forte remontant à la fin du XIVe siècle située sur la commune de Goderville, en Seine-Maritime, en France. Le domaine fait l'objet d'une inscription au titre des monuments historiques en 1996.

## Localisation
Le château est situé à l'intérieur d'une structure parcellaire circulaire, dite motte castrale, correspondant à une implantation du XIe siècle ou XIIe siècle, comprenant encore une partie des anciens fossés.

## Description
Le fief de la motte appartient aux seigneurs Godard des Vaux et de Goderville. À la fin du XIVe siècle et au début du XVe siècle, les terres passent de famille en famille au gré de mariages et du droit de garde-noble féminin, sorte de donation au dernier vivant. Il arrive en 1482 dans les mains de la famille Roussel. Durant cette période, la motte a évolué : un château, encore défensif, est bâti par un des successeurs, non identifié, de la famille Godard des Vaux. Ce dernier conserve la structure sur butte avec fossés en eau. Le château est construit en L pour suivre le parcellaire circulaire. On lui adjoint deux tourelles défensives ainsi qu'un pont-levis. La façade présente une belle alternance de brique et pierre tandis que le silex a été largement utilisé pour les soubassements évasés nécessaires pour protéger l'édifice de l'eau des douves. Cet aspect militaire de l'ensemble a été modifié à la Renaissance. Les Roussel modernisent le château pour en faire une demeure de plaisance : les fenêtres sont agrandies (une seconde fois au XVIIe siècle) et un décor de grenade et de croix en brique noire est ajouté par Bertrand Roussel en 1547. Toutefois, elle garde les symboles de sa noblesse : pont-levis, tour et douves. La famille ayant droit de tabellionage (= notaire), de sergenterie, de haute, moyenne et basse justice, elle a conservé ces symboles du pouvoir féodal jusqu'au XIXe siècle.
Pour le château, le temps passe tranquillement jusqu'à Gabriel-Félix de Roussel, baron de Goderville. Jusque-là, les Roussel y résident souvent. Dans les années 1750, la tradition orale veut qu'à  la suite d'un duel retentissant, Gabriel Félix vende son château et sa terre de Goderville pour s'installer en Bordelais où il épouse Marie-Marguerite de Fournel et devient seigneur d'Abzac. À la Révolution, deux de ses fils émigrent: Charles-Gabriel-Félix en Allemagne et Charles-Marie en Espagne. Leurs biens sont vendus et, à la Restauration, ils n'en récupèrent qu'une infime partie. Catherine de Roussel de Goderville récupère le château. On trouve en effet son mari, Guyot, chevalier d'Étalleville comme percepteur des droits du marché et résidant au château. Au XIXe siècle, de grands travaux sont menés : assèchement des douves, pose d'ardoises sur le toit, décoration néo-normande des escaliers, pose de volets persiennes. Ensuite la famille Roussel- Guyot d'Étalleville disparaît de l'histoire du château.

## Protection
Le château est inscrit au titre des monuments historiques le 25 janvier 1996.